# Sol Seppy
 (mars 2021).
La mise en forme du texte ne suit pas les recommandations de Wikipédia : il faut le « wikifier ».
Les points d'amélioration suivants sont les cas les plus fréquents :
- Les titres sont pré-formatés par le logiciel. Ils ne sont ni en capitales, ni en gras.
- Le texte ne doit pas être écrit en capitales (les noms de famille non plus), ni en gras, ni en italique, ni en « petit »…
- Le gras n'est utilisé que pour surligner le titre de l'article dans l'introduction, une seule fois.
- L'italique est rarement utilisé : mots en langue étrangère, titres d'œuvres, noms de bateaux, etc.
- Les citations ne sont pas en italique mais en corps de texte normal. Elles sont entourées par des guillemets français : « et ».
- Les listes à puces sont à éviter, des paragraphes rédigés étant largement préférés. Les tableaux sont à réserver à la présentation de données structurées (résultats, etc.).
- Les appels de note de bas de page (petits chiffres en exposant, introduits par l'outil «  Source ») sont à placer entre la fin de phrase et le point final[comme ça].
- Les liens internes (vers d'autres articles de Wikipédia) sont à choisir avec parcimonie. Créez des liens vers des articles approfondissant le sujet. Les termes génériques sans rapport avec le sujet sont à éviter, ainsi que les répétitions de liens vers un même terme.
- Les liens externes sont à placer uniquement dans une section « Liens externes », à la fin de l'article. Ces liens sont à choisir avec parcimonie suivant les règles définies. Si un lien sert de source à l'article, son insertion dans le texte est à faire par les notes de bas de page.
- La présentation des références doit suivre les conventions bibliographiques. Il est recommandé d'utiliser les modèles {{Ouvrage}}, {{Chapitre}}, {{Article}}, {{Lien web}} et/ou {{Bibliographie}}. Le mode d'édition visuel peut mettre en forme automatiquement les références.
- Insérer une infobox (cadre d'informations à droite) n'est pas obligatoire pour parachever la mise en page.

Pour une aide détaillée, merci de consulter Aide:Wikification.
Si vous pensez que ces points ont été résolus, vous pouvez retirer ce bandeau et améliorer la mise en forme d'un autre article.
Sophie (ou Sophia) Michalitsianos, plus connue sous le nom de Sol Seppy, est une chanteuse, compositrice et interprète multi-instrumentiste anglaise, née à Wimbledon. Elle est notamment connue pour sa chanson "Enter One", qui apparait entre autres dans les séries Netflix "Dark" et "Final Space".

## Biographie
Elle naît à Wimbledon, en Angleterre, où elle vit les premières années de sa vie, puis grandit entre la Grèce et l'Australie. Dès l'âge de 6 ans, elle écrit de la musique. À 16 ans, elle commence à composer pour des documentaires et la télévision, contre des heures au EMI studios, en Australie. Elle étudie au Conservatoire de musique de Sydney (en), où elle apprend le piano et le violoncelle. Ce dernier instrument se retrouve dans la majeure partie de ses musiques.
Dans une interview, elle explique que son nom d'artiste lui est venu dans un rêve.
Âgée de 23 ans, Sol Seppy déménage à New York, où elle vivra une majeure partie de sa vie, pour produire sa musique. Elle est approchée par Mark Linkous de Sparklehorse, qui l'invite à se produire dans son groupe, et chante sur Good Morning Spider (1998), Its A Wonderful Life (2001) et Dreamt for Light Years in the Belly of a Mountain (2006). De 2004 à 2006, parallèlement à Sparklehorse, elle travaille sur son premier album, The Bells Of 1 2, qu'elle écrit, compose, enregistre et produit intégralement, parfois aidée de quelques membres de Sparklehorse. La même année, Sol Seppy publie un EP, nommé Pssscheeow, chez Grönland Records.
Entre Pssscheeow et son EP suivant, elle compose et chante pour de nombreuses publicités, et participe à la réalisation de quelques albums d'autres artistes, comme "Thirteen" de Leona Naess.
En 2012, après 6 ans d'absence, pour des raisons de santé concernant son mari, elle publie "The Bird Calls and Its Song Awakens the Air, and I Call". En 2013, elle clarifie sur l'état de santé de son mari et explique qu'elle était coincée dans un contrat difficile qui l'empêchait de publier sa musique. En 2018, soit 6 ans plus tard, elle est enfin de retour, d'abord avec un single "See YOU", puis quelques mois après, I.A.A.Y.A ("I Am As You Are"), la première partie d'une trilogie. Il est d'abord uniquement disponible sur son site internet, puis est publié à plus grande échelle le 28 février 2020 sur les plateformes de streaming et en vinyle par Gated Recordings.
En 2018, elle collabore sur l'album de Parker Gispert "Sunlight Tonight".
Elle vit maintenant dans un village en Grèce, avec son mari Scott Minor, un ancien membre de Sparklehorse, et sa fille Lina.

## Musique
Elle décrit sa musique comme "un havre de paix et un lieu de rencontre pour tous ceux qui veulent se sentir un peu à la maison". Elle a été l'un des membres du groupe de rock américain Sparklehorse, avant de se lancer seule dans la musique, où elle a principalement été active en 2006, avant de disparaître. Ses musiques, du moins dans les premiers albums, abordent le thème de la "nature de l'humanité et métaphysique de l'amour".
Elle cherche avant tout à trouver des labels respectueux de sa musique, voire à rester indépendante.

### The Bells Of 1 2– 2006
Sophie Michalitsianos publie son premier album le 10 avril 2006 chez Grönland Records, sous le nom de Sol Seppy. Elle écrit, compose, joue, chante et produit les 12 titres de l'album. Le dernier, Enter One, est notamment utilisé dans de nombreux films et séries, comme Dark et Final Space sur Netflix, mais aussi "Son Of A Gun" de Julius Avery et "Ideal", une série télévisée Britannique.
Selon les mots de l'artiste, sans ingénieur pour la retenir, Sol Seppy détruisait tout ce qu'elle créait, se retrouvant dans l'impossibilité de se voire sortir un album. Mais une nuit, son studio explose. À la suite de cet évènement, elle recommence à écrire de la musique et sort The Bells of 1 2. Ce premier opus est bien reçu par la critique.
L'album est construit autour de 12 titres :
1. 1 2
2. Human
3. Come Running
4. Move
5. Gold
6. Injoy
7. Slo Fuzz
8. Love's Boy
9. Farewell Your Heart
10. Answer To The Name (ou A to N, ou A to N of)
11. Wonderland
12. Enter One

Le clip de Wonderland est réalisé par Stephanie Anderson. Enter One a été repris dans de nombreuses séries et films. En 2019, son ancien label Grönland Records réédite "The Bells Of 1 2" en Vinyle, pour la première fois.
Sol Seppy auto-publie finalement The Bells Of 1  2 sur Bandcamp le 13 mars 2024, soit 18 ans après sa sortie initiale.

### Pssscheeow(mini-album) – 2006
En octobre 2006, elle fait paraître Pssscheeow, un mini-album, qui contient deux titres extrait de The Bells of 1 2 (Human et Come Running).
Il contient 8 titres :
1. Human (The Bells of 1 2)
2. Seem To Be My Star
3. Come Running (The Bells of 1 2)
4. Don't Sock The Tryer
5. Wholesome Way
6. Dinning Alone
7. Casals (Pablo Casals)
8. Hafiz, A Mime

Dans une interview accordée à son nouveau label Gated Recordings, en avril 2020, elle annonce qu'il ne s'agissait pas d'un album officiel, mais plutôt d'un album promotionnel destiné à la vente, après ses concerts, et qu'il ne devrait pas être en ligne. Il n'est par ailleurs disponible qu'en Grande-Bretagne.
Le septième titre, Casals, n'a pas été écrit pas Michalitsianos. Il s'agit en réalité d'un extrait d'un morceau de Pablo Casals, une de ses grandes sources d'inspiration.

### The Bird Calls And Its Song Awakens The Air, And I Call(EP) – 2012
Ce mini-EP, publié de manière indépendante, contient 3 titres
1. Part Of
2. Music
3. Live In Me

Pour accompagner la sortie de ces 3 titres, Sol Seppy a publié une longue lettre sur Tumblr, où elle explique entre autres son processus créatif. Elle donne également des clarifications quant à son choix de ne pas publier ce nouvel EP via son ancien label, qui n'aurait "pas été le plus adapté pour ce genre de musique". Elle exprime enfin son souhait de publier plus régulièrement de la musique et de se rapprocher de ses auditeurs.
Part Of est utilisé dans le troisième épisode de la saison 5 de la série Misfits.

### I Am As You Are, Pt. 1 – 2018
Après 6 ans d'absence à la suite de la mort de son mari, elle annonce un nouvel album, I.A.A.Y.A, Pt. 1, qui se veut être un projet en 3 parties (initialement imaginé en deux parties). Selon ses mots, I Am As You Are était un "processus lent et intermittent", commencé dans l'Upstate New York, et continué en Australie dans la Kangaroo Valley, puis enfin terminé aux États-Unis, à Knoxville Tennessee, en 2018.
La partie 1 inclut les 3 morceaux publiés dans son EP (qui n'est plus disponible au téléchargement) de 2012. Il est composé de 9 titres :
1. MARK
2. Said Cat To A Phoenix
3. Music
4. Part Of
5. Meeting IS
6. T's Prayer
7. Live In Me
8. Mercy
9. Into View

I.A.A.Y.A est d'abord publié par Sol Seppy elle-même, en vendant quelques copies au format CD et numérique. Puis, elle est contactée par le Label indépendant Britannique Gated, qui lui propose de publier l'album. Le 28 février 2020, son album est disponible sur toutes les plateformes, mais aussi au format Vinyle, limité à 100 copies claires, et 400 copies classiques.
Les clips de Music et Part Of ont été réalisés par le photographe Jon Frank, qui est également à l'origine de la photo de l'album. Meeting IS est utilisé dans la vidéo "Scheveningen" du projet photographique "I AM FROM THE BEGINNING" de Jon Frank et Marieka Jacobs.
Music et T's Prayer sont utilisées dans la seconde saison de la série Control Z sur Netflix, dans les épisodes 5 et 7.

### I Am As You Are, Pt 2 et 3
En avril 2020, Sol Seppy annonçait que la seconde partie de son projet I.A.A.Y.A. était à moitié réalisée.
Sur son site web, elle indique que les parties 2 et 3 de son projet I.A.A.Y.A se nommeront I Am From You et F.O.R.M

### Singles
- Nice Car, 2001 (sous le nom de Mélodia[15], pour le film Herbie: Fully Loaded)
- Move, 2006
- Slo Fuzz, 2006
- Supermarket Sweep, 2006
- I Am Snow, 2008 (commissionné par Cartier pour la campagne "How Far Would You Go For Love")
- See YOU, 2018[16]
- Weeds, 2023 (exclusivement publié sur son compte Instagram)
- Dancing Girl, 2023 (exclusivement publié sur son compte Instagram)
- You Want It All, 2024

L'artiste explique sur son compte Instagram que You Want It All a été enregistré en 1994 pour être publié 30 ans plus tard. 

### Composition
Sol Seppy a composé la bande originale du film Brilliantlove de Ashley Horner, paru en 2010. Son titre 1 2 de l'abum The Bells Of 1  2 a également été ajouté à la bande sonore du film.

## Vie privée
Sol Seppy a été mariée à Alton Delano Brammer, avec qui elle a une fille, Lina Michalitsianos. Son mari est ensuite atteint de leucémie, puis décède. Cet évènement survient quelques années après la mort par suicide de Mark Linkous. Dans son interview pour Gated, elle annonce qu'elle « n'était plus sûre de vouloir continuer à faire de la musique » après ces évènements. Elle est maintenant mariée à Scott Minor, un ancien membre de Sparklehorse. Michalitsianos reste néanmoins discrète sur sa vie, en ne publiant que peu d'informations sur les réseaux sociaux.